# ميغيل كورونادو
ميغيل كورونادو (بالإسبانية: Miguel Coronado)‏ هو لاعب كرة قدم تشيلي في مركز نصف الجناح، ولد في 6 فبراير 1987 في بينالولين في تشيلي. لعب مع كوريكو يونيدو ونادي أونيفرسيداد دي تشيلي ويونيون لا كاليرا.